# When Knighthood Was in Flower
When Knighthood Was in Flower, in Nederland uitgebracht onder de titels Toen de riddertijd bloeide en Uit den riddertijd, is een stomme film uit 1922 onder regie van Robert G. Vignola. De film is gebaseerd op het boek uit 1898 van Charles Major.
De film, waarin Marion Davies de hoofdrol heeft, werd gefinancierd door haar minnaar William Randolph Hearst. Kranten klaagden regelmatig over het bedrag dat hij heeft gestoken in de film. De film wordt tegenwoordig geprezen om de sets, kostuums en acteerprestaties van Davies.

## Verhaal
Davies speelt Maria Tudor, de zus van Hendrik VIII van Engeland. Wanneer ze verliefd wordt op ridder Charles Brandon, heeft dit ernstige gevolgen voor haar, omdat de familie andere plannen met haar heeft. Zij is namelijk voorbestemd om te trouwen met Lodewijk XII van Frankrijk. Om haar eventuele huwelijk met Brandon te voorkomen, wordt hij aangeklaagd voor moord. Maria laat het hier niet bij zitten en vermomt zich als jongen om hem te bevrijden. Hendrik weet haar echter op te sporen en dreigt met fatale maatregelen. Maria belooft met Lodewijk te trouwen als Brandons leven gespaard wordt. Lodewijk sterft echter en wordt opgevolgd door Frans I, de jongere neef van Lodewijk XII. Ze zal nu moeten trouwen met Frans, maar wordt gered door Brandon.

## Rolverdeling
| Acteur                  | Personage                 |
| ----------------------- | ------------------------- |
| Marion Davies           | Maria Tudor               |
| Forrest Stanley         | Charles Brandon           |
| Lyn Harding             | Hendrik VIII van Engeland |
| William Powell          | Frans I van Frankrijk     |
| Theresa Maxwell Conover | Catharina van Aragon      |
| Pedro de Cordoba        | Hertog van Buckingham     |